# رومولو كارديناس
رومولو كارديناس هو سياسي مكسيكي، ولد في 6 يوليو 1956 في ولاية فيراكروز في المكسيك. نشط حزبياً في حزب العمل الوطني. وقد انتخب عضو مجلس النواب المكسيك ‏.